# 和平镇 (武威市)
和平镇，是中华人民共和国甘肃省武威市凉州区下辖的一个乡镇级行政单位。

## 行政区划
和平镇下辖以下地区：
韩寨村、和平村、新胜村、大众村、南园村、枣园村、牌楼村、藏庄村、新五村和中庄村。